# Лорънс Рокфелер
Лорънс Рокфелер е един от шестимата внуци на прочутия филантроп - милиардера Джон Рокфелер. Той е роден на 26 май 1910 г. в Ню Йорк и е четвъртото от шестте деца на Рокфелер-младши и Аби Олдрич Рокфелер. Умира на 11 юли 2004 г. в съня си в дома си в Манхатън.
Общото богатство на Лорънс Рокфелер беше оценено на 1,5 милиарда долара. Въпреки че не е бил нито вицепрезидент, нито губернатор, нито председател на голяма световна банка като други членове на своето семейство, не само богатството, но и приносът на Лорънс Рокфелер за обществото се оценява като огромен. Той получава образованието си в Принстънския и Харвардския университет, където учи философия и право. Подобно на дядо си Джон Рокфелер, който през живота си е пожертвал над 550 милиона американски долара за различни фондове и учреждения, Лорънс Рокфелер става известен с подкрепата си за екологията, развитието на националните паркове и успехите си в икономиката и в областта на рисковите капитали. Той е предпочитал инвестициите в нови начинания, чието бъдеще зависи най-вече от научното и технологичното развитие, финансирал корпорациите Интел и Епъл, получава награда за приноса си в проучването на рака и подпомага начинания, които ще подпомогнат националната сигурност и благоденствието.
По време на Втората световна война той достига чин лейтенант и работи за Бюрото по аеронавтика, въпреки финансирането на бизнеса на семейството му за Хитлер. След като Хитлеристка Германия започва похода си за завладяване на Европа, той започва да се занимава с военна авиация. Според някои Лорънс Рокфелер е финансирал програмата НЛО - извънземни на Съединените щати.
Самият той се описва като човек, който събира най-различни джунджурии.
1. ↑  crsreports.congress.gov